# Geneviève de Brabant (Satie)
Pour les articles homonymes, voir Geneviève de Brabant (homonymie) et Brabant.
Geneviève de Brabant est une pièce de théâtre composée entre 1899 et 1901 par Erik Satie, la partition étant destinée à servir de musique de scène à une comédie en trois actes, en vers et en prose, écrite par Patrice Contamine de Latour, signant sous le pseudonyme de « Lord Cheminot », et inspirée de la légende médiévale de Geneviève de Brabant. Non montée à l'époque de sa création, son existence ne fut découverte qu'après la mort de Satie en 1925.

## Création et inspiration
Cette œuvre a été écrite et composée en tant que pièce de marionnettes pour théâtre d'ombres, en trois actes pour soprano, baryton, chœur et piano. Le livret de vers et de prose a été écrit par Patrice Contamine de Latour alias Lord Cheminot et la musique a été composée par Erik Satie.
Cette pièce ne fut jamais montée. La partition (avec celle de Jack in the box) a été retrouvée après la mort d'Erik Satie dans son logement d’Arcueil. Le compositeur, très peu ordonné, pensait l’avoir perdu avant d'être retrouvée par son ami Darius Milhaud.
L'œuvre est tirée des aventures d'un personnage légendaire, Geneviève de Brabant, dont l’histoire a été diffusée par la Légende dorée de Jacques de Voragine (au XIIIe siècle et qui est devenu, à partir du XIIIe siècle, une héroïne traditionnelle du théâtre de marionnettes. Un opéra bouffe avait déjà été créé par Jacques Offenbach sur un livret d'Adolphe Jaime fils et Étienne Tréfeu en 1859.